# Loi du 18 mars 1880 relative à la liberté de l'enseignement supérieur
 (juin 2020).
Si vous disposez d'ouvrages ou d'articles de référence ou si vous connaissez des sites web de qualité traitant du thème abordé ici, merci de compléter l'article en donnant les références utiles à sa vérifiabilité et en les liant à la section « Notes et références ».
La loi du 18 mars 1880 relative à la liberté de l'enseignement supérieur est une loi française portant réforme du système éducatif. À la suite de débats longs et houleux, elle est votée le 15 mars 1880 par le Sénat et le 16 mars 1880 par la Chambre des députés.